# Mihail Mišustin
Mihail Vladimirovič Mišustin (rusko: Михаил Владимирович Мишустин), ruski politik in ekonomist; * 3. marec 1966, Lobnja, Rusija.
Je ruski politik in ekonomist, ki od 16. januarja 2020 opravlja funkcijo predsednika vlade Ruske federacije. Pred tem je bil med letoma 2010 in 2020 direktor Zvezne davčne službe.
Predsednik Vladimir Putin je po odstopu Dmitrija Medvedjeva, 15. januarja 2020, predlagal Mišustina za predsednika vlade Ruske federacije. Državna duma ga je 16. januarja imenovala na položaj. Njegov namestnik Andrej Belousov je bil od aprila do maja 2020 vršilec dolžnosti predsednika vlade, saj je Mišustin sporočil, da je bil pozitiven na COVID-19.

## Zgodnje življenje in kariera
Mihail Mišustin se je rodil 3. marca 1966 v Lobnji, mestu blizu Moskve, družini Mišustin; Vladimirju Mojsejeviču in Luizi Mihajlovni. Njegova mati se je rodila v mestu Kotlas v regiji Arkhangelsk. Mišustinov oče, rojen v Polotsku v Belorusiji, je bil član Centralnega komiteja Komsomola .
Leta 1989 je diplomiral na STANKIN, smer sistemski inženiring, nato pa leta 1992 na istem inštitutu zaključil še podiplomski študij.
Po končani podiplomski šoli je začel delati kot direktor laboratorija za testiranje. Leta 1992 je začel delati v Mednarodnem računalniškem klubu (ICC), kjer je delal na olajšanju integracije ruskih in zahodnih informacijskih tehnologij. Končno je vodil upravni odbor Mednarodnega računalniškega kluba.
Leta 1998 se je pridružil državni službi kot pomočnik za informacijske sisteme za računovodstvo in nadzor nad prejemom davčnih plačil vodji Državne davčne službe Ruske federacije. Med letoma 1998 in 2004 je delal kot namestnik davčnega ministra, kot drugi komandant v državni davčni službi. Delal je kot vodja Zvezne agencije za kataster nepremičnin pri ruskem ministrstvu za gospodarski razvoj in vodja Zvezne agencije za upravljanje posebnih ekonomskih con.
Leta 2008 je Mishustin zapustil državno upravo in se vrnil v zasebni sektor. Dve leti je bil predsednik investicijskega sklada UFG Asset Management, nato je odstopil in postal vodja Zvezne davčne službe.
Februarja 2009 se je pridružil kadrovski rezervi predsednika Rusije.

## Direktor Zvezne davčne službe
Leta 2010 je takratni premier Vladimir Putin imenoval Mišustina za vodjo Zvezne davčne službe (FTS). Po njegovem imenovanju na to mesto so podjetniki izrazili upanje, da bo, ker prihaja iz poslovanja, bolj "prijazen" do ruskih podjetnikov. Kot vodja Zvezne davčne službe si je Mišustin pridobil sloves izurjenega tehnokrata. Poudarjal je davčno poenostavitev in elektronske davčne storitve.  V tem obdobju pa je bila davčna služba tudi kritizirana zaradi prestroga pristopa k poslovanju; Mišustin je kritike zavrnil in opozoril na zmanjšanje števila davčnih inšpekcij na kraju samem in davčnih inšpekcij velikih in srednje velikih podjetij.
Kot vodja FTS je Mišustin napovedal vojno "umazanim podatkom" in ciljal na težave z neupravičenimi vračili davka na dodano vrednost (DDV). Poudaril je digitalizacijo in velike podatke, pri čemer je v veliki meri uporabljal "tehnološko-avtoritarne" sisteme vladnega nadzora gospodarske dejavnosti, vključno z zbiranjem podatkov o skoraj vsaki transakciji v Rusiji. To zbiranje podatkov je olajšala nova zakonodaja, ki je zahtevala, da se vsi računi med podjetji predložijo vladi in da vsi trgovci na drobno samodejno posredujejo podatke o transakcijah v realnem času davčnim organom s postopkom "spletne blagajne". Vlada je z umetno inteligenco identificirala osebe, osumljene davčne utaje. Ta sistem nadzora je povzročil zmanjšanje deleža DDV, ki ga ruske oblasti v času Mišustinovega mandata niso pobrale; "DDV vrzel" naj bi se zmanjšala z 20 % na manj kot 1 %.

## Predsednik vlade
Premier Dmitrij Medvedjev je skupaj s celotno vlado odstopil 15. januarja 2020, potem ko je predsednik Vladimir Putin podal predsedniški govor Zvezni skupščini, v katerem je predlagal več sprememb ustave. Medvedjev je izjavil, da odstopa, da bi Putinu omogočil pomembne ustavne spremembe, ki jih je predlagal Putin glede prenosa oblasti s predsedniškega mesta. Putin je odstop sprejel, a vladni ekipi naložil nadaljevanje z delom do sestave nove vlade.
15. januarja 2020 je Putin Mišustina predlagal za predsednika vlade. Ponudili so mu štiri kandidate, a Mišustina med njimi ni bilo. Posledično se je Putin neodvisno odločil, da ga imenuje za predsednika vlade. Naslednji dan ga je državna duma potrdila na to mesto. in s Putinovim odlokom imenovala za predsednika vlade. To je bilo prvič, da je bil premier potrjen brez glasov proti.
21. januarja 2020 je Mišustin predsedniku Vladimirju Putinu predstavil osnutek strukture svoje vlade. Istega dne je predsednik podpisal odlok o sestavi kabineta in imenoval predlagane ministre. Na splošno je bila vlada spremenjena za polovico članov. Iz Medvedjeve vlade so ostali le štirje podpredsedniki vlade (trije so obdržali svoja mesta, eden je bil imenovan na drug resor) in dvanajst ministrov. Po mnenju mnogih političnih analitikov je Mihail Mišustin edini od Putinovih premierjev, ki je zares oblikoval svojo "lastno" vladno ekipo. Zbral je ekipo svojih ljudi in sodelavcev. Pred tem, v 21. stoletju, je to naredil le Vladimir Putin. Zlasti dva podpredsednika vlade sta bila Mišustinova namestnika v Zvezni davčni službi.
Mišustin je 26. marca 2020 predlagal obnovitev vladnega predsedstva, organa v sestavi vlade, ustanovljenega za reševanje operativnih vprašanj. Prej je tak organ obstajal v prvi Medvedjevi vladi, v drugi Medvedjevi vladi pa ne več.

#### Zunanja politika
Kot je poročal BBC, ima "premier Mihail Mišustin nezavidljivo nalogo reševanja gospodarstva, vendar nima veliko besed glede" v času ruske invazije na Ukrajino leta 2022.

## Osebno življenje
Mishustin je poročen in ima tri sinove. Igra hokej na ledu. Je tudi navdušen gledalec tega športa, in je član nadzornega sveta HC CSKA Moskva. Poročali so, da sta on in Putin pred njegovim izborom za predsednika vlade razvila medsebojni odnos zaradi skupnega navdušenja nad športom. Mišustin se ljubiteljsko ukvarja tudi z glasbo in igra klavir, prav tako je pisal pop glasbo, tudi za pevca Grigorija Lepsa.
30. aprila 2020 je bil Mišustin pozitiven na virus SARS-CoV-2 med pandemijo COVID-19 v Rusiji. O svoji okužbi je prek video klica obvestil predsednika Vladimirja Putina. Povedal je tudi, da gre v samokaranteno. Putin je izrazil sočutje in mu zaželel hitro okrevanje. Mišustin je bil prvi visoki ruski uradnik, ki je javnosti razkril svojo okužbo s koronavirusom. Zaradi njegove diagnoze je tudi najbolj odmevna politična osebnost v Rusiji, ki je zbolela za to boleznijo.

### Premoženje
Mišustinova družina ima na območju Moskve v lasti nepremičnine v vrednosti 48,2 milijona dolarjev. Nepremičnine imajo njegov oče (Vladimir Mišustin), dva najstarejša sinova in sestra (Natalia Stenina).
16. januarja 2020 je ruska Fundacija za boj proti korupciji pozvala Mišustina, naj pojasni, kako je njegova žena v 9 letih zaslužila skoraj 800 milijonov rubljev. Časopis Kommersant je 19. januarja objavil podrobno analizo vseh finančnih dejavnosti Mihaila Mišustina, vključno z njegovim vodstvom UFG Invest, ene največjih investicijskih družb v državi. Ob prehodu v državno upravo, leta 2010, je Mišustin v skladu z zakonom vse svoje premoženje in naložbene projekte prenesel na svojo ženo. Od tega trenutka je Vladlena Mišustina začela prejemati dividende, kar potrjujejo tudi uradne izjave. Po poročanju Kommersanta je bil v letih 2013 in 2014 velik del premoženja prodanega, izkupiček pa je bil naložen na depozitne račune za prejemanje obresti.
Njegova sestra Natalija Stenina (rusko Наталья Стенина) je bila med letoma 2008 in 2020 poročena z Aleksandrom Evgenijevičem Udodovom. Po besedah Alekseja Navalnega je bil Udodov dejanski lastnik več stanovanj v stavbi Pine Street 20 v New Yorku, ki so bila kupljena decembra 2009 v 3 tednih po tem, ko je Prevezon Holdings Denisa Katsja, ki je bil ukraden Sergeju Magnitskemu, pridobil več stanovanj v isti stavbi blizu Wall Streeta v finančnem okrožju New Yorka. Udodov se je nadzoru nad temi nepremičninami odpovedal leta 2018.

## Nagrade
- Red časti (29. december 2012) [64]
- Častna listina predsednika Ruske federacije (15. november 2013) [65]
- Red "Za zasluge do domovine" (16. julij 2015) [66]

### Tuje
- Grčija - Zlata medalja časti mesta Atene (25. marec 2021)[67]

### Cerkveno
- Patriarhalna značka graditelja templja (25. junij 2017)[68]
- Red častitljivega Serafima Sarovskega III. stopnje (28. avgust 2019)[69]